# アルパーク

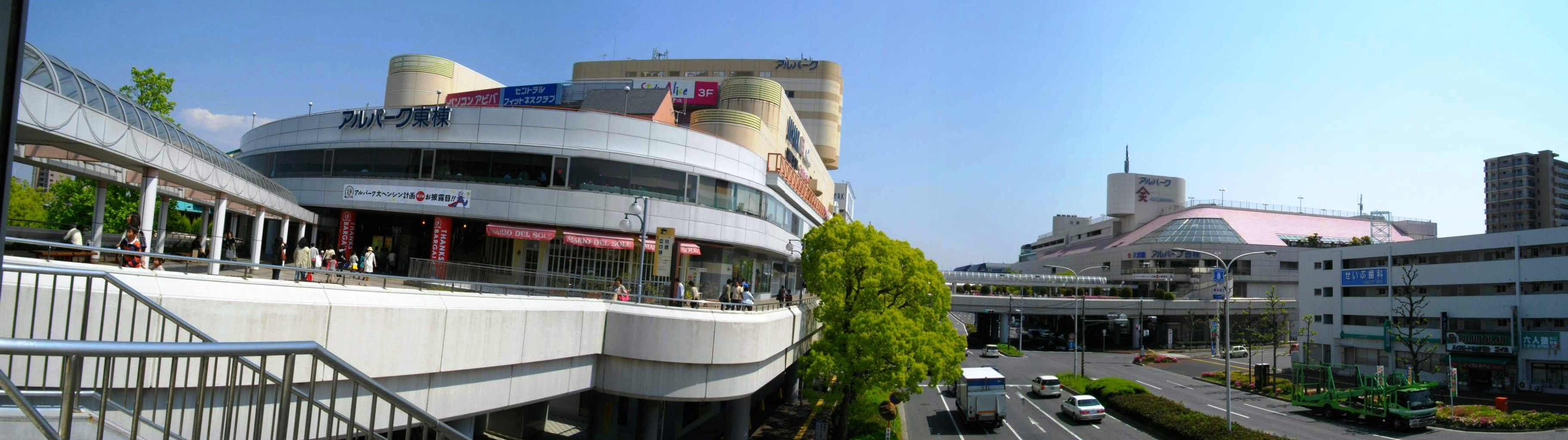
アルパーク東棟・西棟

アルパークは、広島県広島市西区にある、複合型大型ショッピングセンター。三井不動産、フジタなどの民間企業と広島市が、商工センターと呼ばれる流通団地の一角を開発し、1990年4月27日にオープンした。1992年から2019年11月30日まで三井不動産商業マネジメント株式会社（2008年3月31日までは株式会社ららぽーと、2008年4月1日から2013年3月31日までららぽーとマネジメント株式会社）に運営を委託していた。

## 施設
店舗棟の東棟（新館と一体化している）・西棟・北棟、駐車場棟の南棟で構成されている。テナント数は全盛期には173店舗が入居していたが、後述の天満屋などの撤退が相次いだ結果、2021年8月頃には約75店となり、およそ100店舗が撤退した。
施設の建設はフジタが行っている。2008年の東棟リニューアル及び北棟の設計は、東京ミッドタウンなどの再開発などで活躍してきた建築家、Taku Shimizuが手がけている。
2009年4月、北棟の増床で東棟・西棟などと合わせ、中国・四国地方最大級（三井不動産プレスリリースより）の商業施設となった。
- 敷地面積 - 約56,266 平方メートル|m2
  - 東棟・西棟などの既存施設部 - 約36,200 m2
  - 北棟 - 約20,066 m2
- 延床面積 - 約197,400 m2
  - 東棟・西棟などの既存施設部 - 約180,200 m2
  - 北棟 - 約17,200 m2
- 店舗面積 - 約90,200 m2
  - 東棟・西棟などの既存施設部 - 約77,000 m2
  - 北棟 - 約13,200 m2

2019年5月31日付で、アルパーク運営元の三井不動産グループが、3棟のうち東棟と西棟を大和ハウス工業に売却している。残る北棟（建物概要については後述）については売却の発表はされていないが、11月30日付で運営会社が完全移行している。
2023年春に全面リニューアルオープン予定とされたが、2022年の西棟再開以降、大々的なリニューアル宣伝は行われず、2023年春になっても空き区画がある状態（東棟9・10階はアルパーク検診クリニックが東棟2階に移転した後は全面閉鎖が続く）。2024年4月現在、西棟はあと1区画を残して全て埋まったものの、東棟については依然として多く、事実上、まだリニューアルは終わっていない。

### 店舗棟

#### 東棟

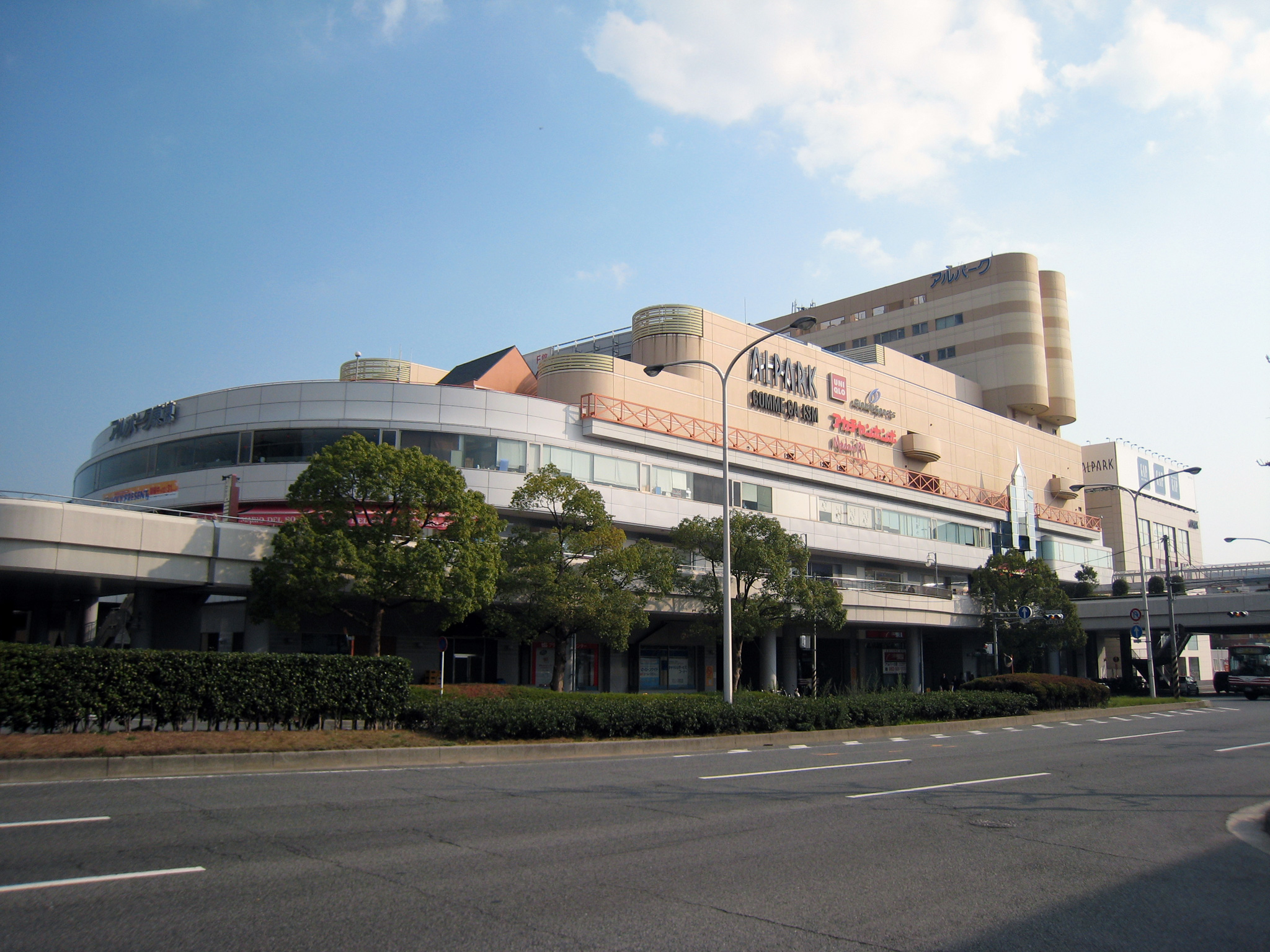
アルパーク東棟

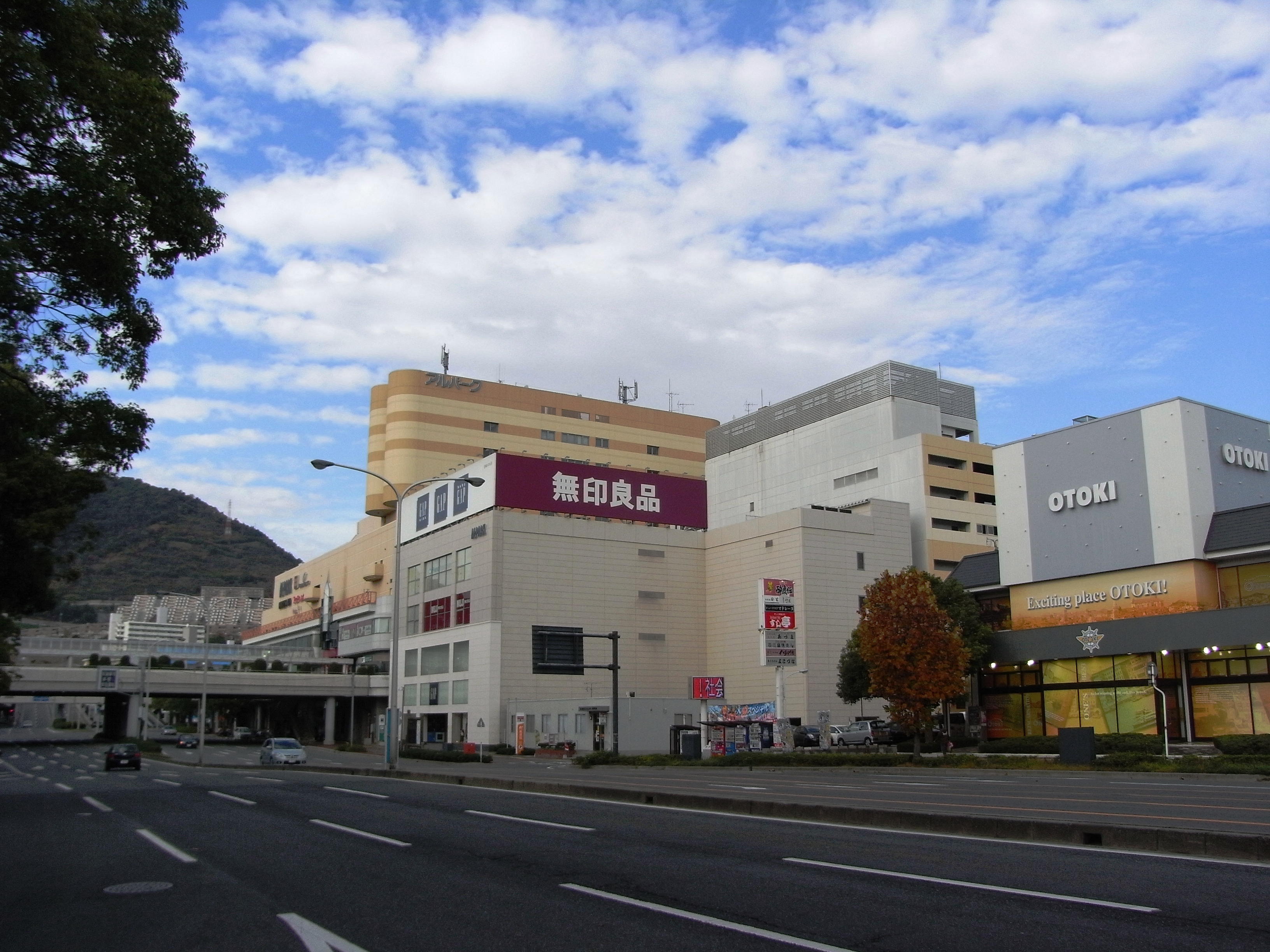
アルパーク新館（「GAP」、「無印良品」の看板がある直方体形の建物）

地下1階、地上10階建ての建物。開業当初からある建物で、2000年に建てられた新館と一体化している。メインテナントはスパークアルパーク店。開業当初は、広電ストアがメインテナントだった。
メインテナントの他は、専門店街、セントラルフィットネスクラブ、医療施設とアルパークバスターミナルで構成されている。東棟の入口通路に設けられていた長さ50mのアーチ型水槽による水族館「アクアアベニュー」はオープン当初から人気を集めていたが、1998年2月1日に閉鎖された。6階にアルパークシネマもあったが、2009年に閉館している（詳細は後記）。また、2階の北側出入口付近に設置されていたメリーゴーランドも2005年3月に撤去され「アルパサージュ」として整備されている。以前、東棟地下1階・1階に広電ストアが「アルパークひろでん」として出店していたが、広電ストアの運営する食品スーパーであるマダムジョイの閉店により2013年に完全撤退。跡地には同年スパークが出店した。撤退前にマダムジョイは売り場面積縮小を経験しており、生じたスペースは改装時にフードコート「アルタマール」などに再整備された。
2000年10月に、東棟隣に地上4階建ての新館がオープン。東館と一体で店舗を構築している。
2008年10月10日に「アルパーク大ヘンシン計画」の第1弾としてリニューアルオープン。この大ヘンシン計画は開店以来初めてとなる大掛かりな改装で、入り組んでいた通路を分かりやすく整理し、通路は大幅に広げられ回遊性が増した。また、以前A - F館・新館にゾーン分けられていたエリアは、アルパーク通りを挟んで山側が「グリーンサイド」、海側が「ブルーサイド」にエリア分けされた。
2013年4月25日に開業以来メインテナントとして構えていた「マダムジョイ」（旧:広電ストア）が撤退し、新たに地元のスーパーマーケットチェーン「スパークアルパーク店」が開業。
2014年2月28日～4月25日に「クリスピー・クリーム・ドーナツ（現在は閉店済）」など広島県内初出店を含む27店舗の新規開業及びリニューアル開業を順次実施。このリニューアル時点で東棟と新館合わせて151のテナントとなった。
2021年1月末までにスパークなど、少なくとも18店が撤退を予定しているが、ユニクロなどは継続。2月以降、一部の店の営業を続けながら改装を進める方針を、現在の運営会社である大和ハウス工業が示している状況である。
一時は約60店となり、地下1階については終日閉鎖していたが、先述通り2021年12月3日に、リニューアル第1期として、一部テナントが先行開業し、地下1階フロアについてもこの時に復活した。今後も順次新テナントがオープンし、リニューアルを進める見通しとなっている。
2024年12月以降、同月1日に閉館したマリーナホップのテナントの一部がこの建物に移転してきており徐々に区画は埋まりつつある。そのような中、2025年4月11日、同じくマリーナホップにあった「マリホ水族館」が、東棟3Fに「シン・マリホ水族館」として同年冬を目処に移転開業させると発表された。実現すれば、先述の「アクアアベニュー」閉館以来実に27年ぶりにアルパークに水族館が復活する。

#### 西棟
地上4階建てで、開業当初からある建物である。

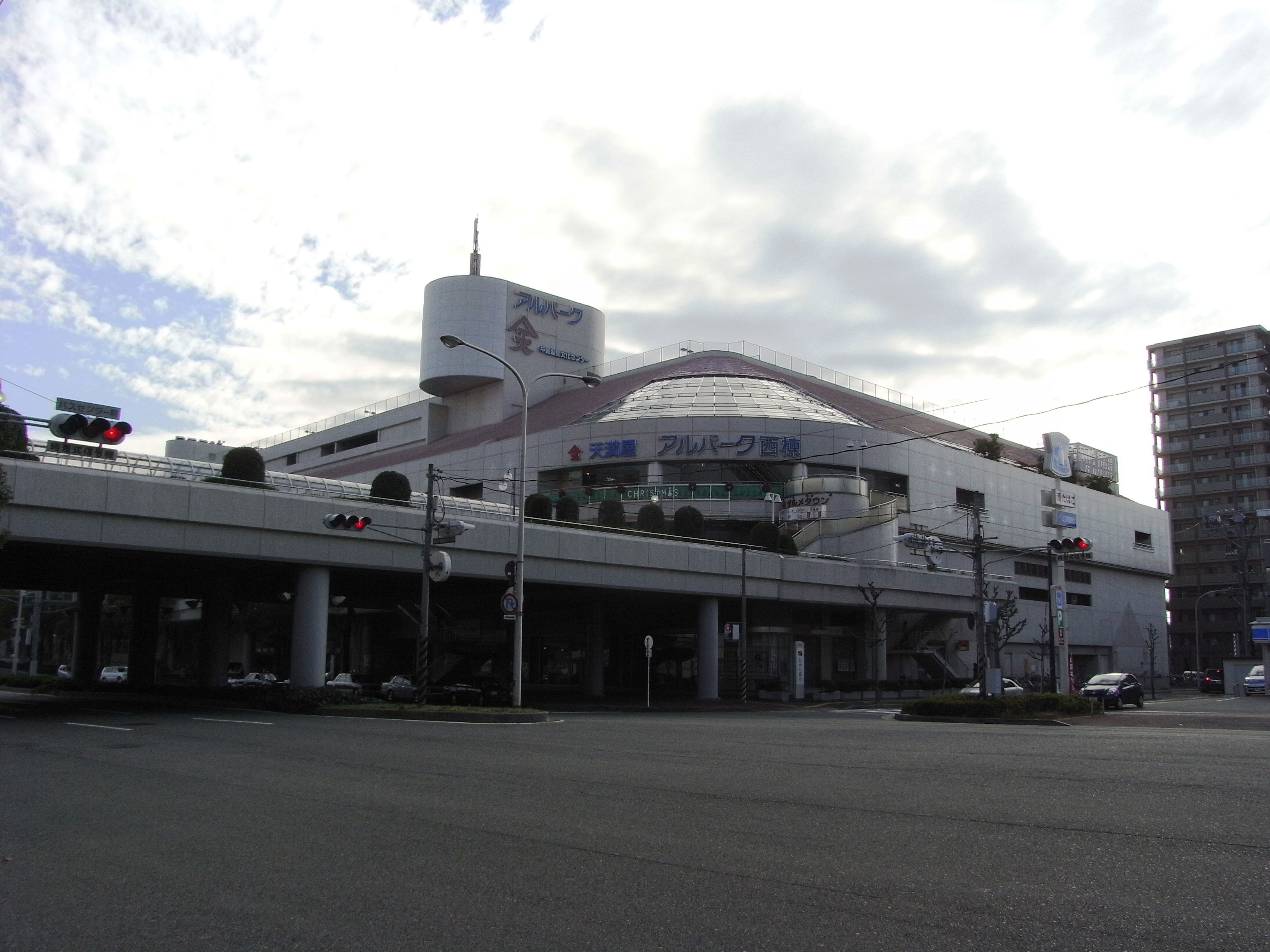
アルパーク西棟

2020年1月末までの店舗構成は、かつてのメインテナントであった天満屋広島アルパーク店の他、レストラン街「グルメタウンヒロコシ」、廣文館、屋内遊園地「ニッケピュアキッズ」、もみじ銀行だった。かつては、日本の各自動車メーカーの展示場だった。屋上にアルパークドライブインシアターOWLがあったが、2005年に閉館している（詳細は後記）。
2019年7月26日、天満屋は広島アルパーク店を2020年1月31日をもって営業終了すると発表した。そして予定通り、2020年1月31日午後8時をもって営業を終了した。
天満屋の閉店以降、およそ2年間にわたり全面閉鎖の状態が続いていたが、リニューアル第2期として、2022年4月22日に、東棟から移転するテナントをはじめ、フレスタや西松屋など19店舗を揃えて営業を再開した。中でも無印良品（東棟から移転）は世界最大規模の店舗となった。

#### 北棟

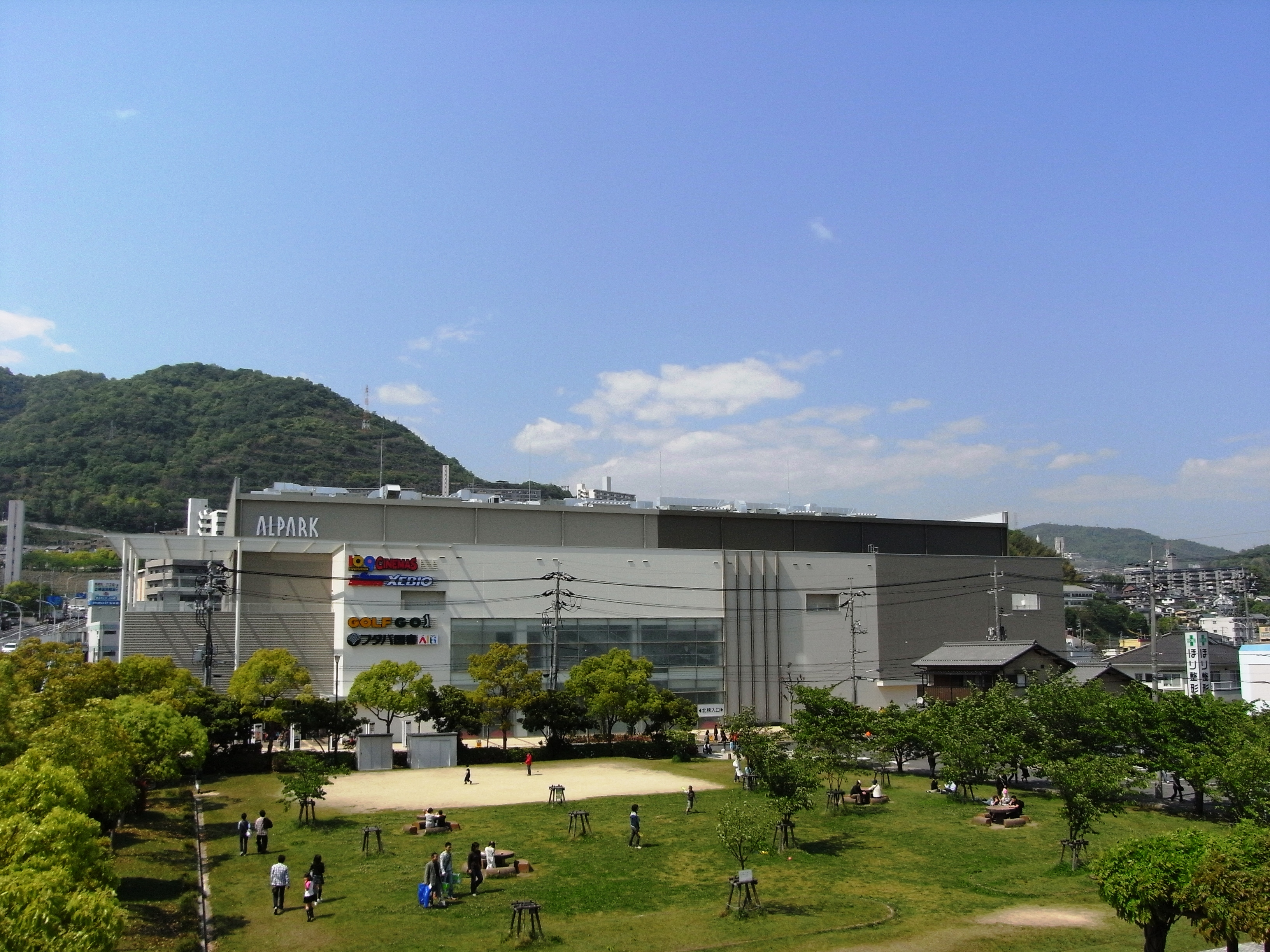
アルパーク北棟

「アルパーク大ヘンシン計画」の第2弾として、東棟に隣接する西部埋立第四公園をはさんだ敷地に建設され、2009年4月24日にグランドオープンした。北棟建設前は朝日住宅展示場の跡地と従業員駐車場だった。敷地面積は約20,066m2、地上4階建てで1階は飲食店や大型スポーツ専門店「スーパースポーツゼビオ」などが入居している。2階は大型複合専門書店「フタバ図書」が入居し、3・4階はシネマコンプレックスの109シネマズ広島で構成されている（詳細は後記）。

#### 南棟（駐車場棟）

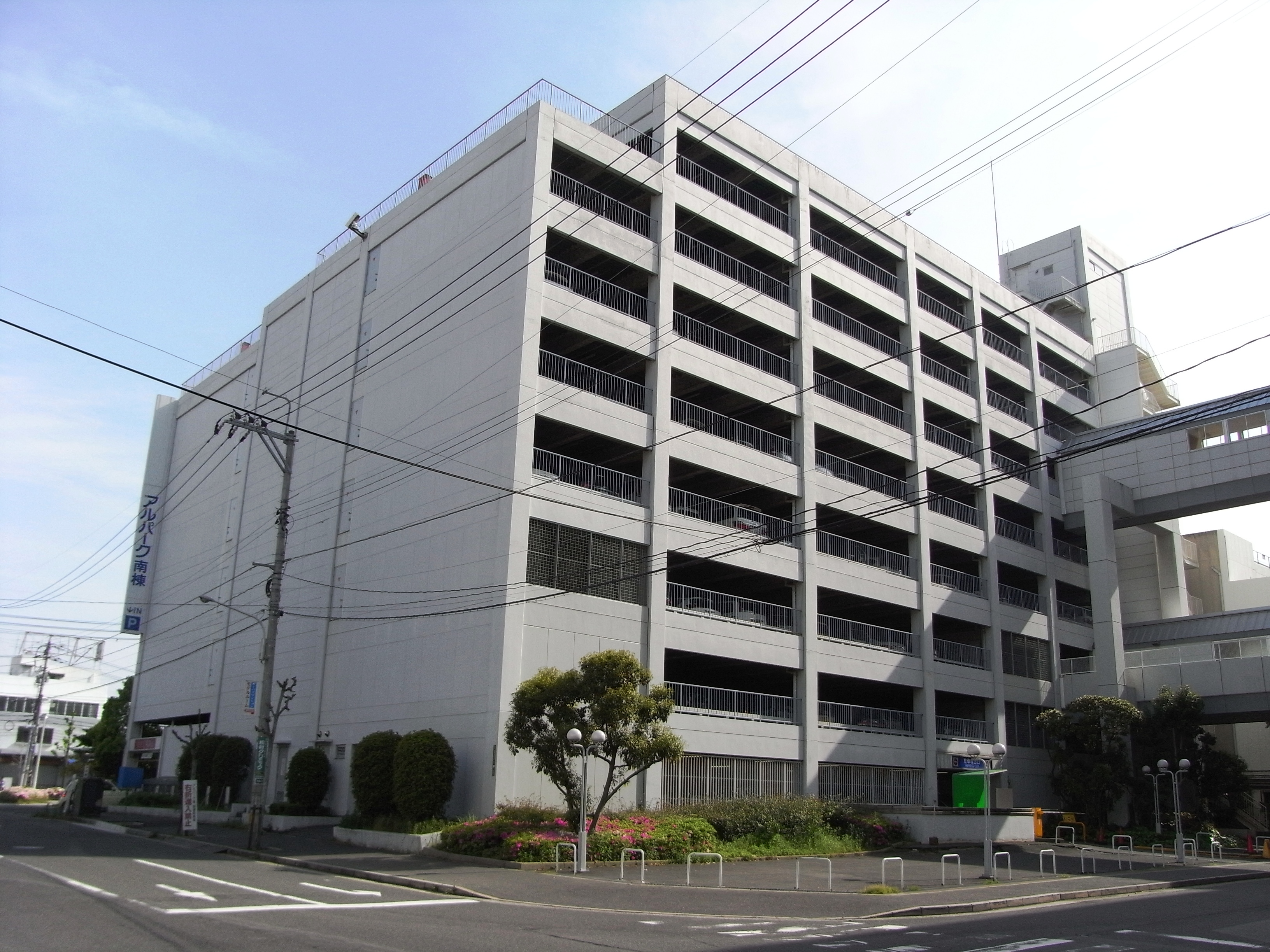
アルパーク南棟

東棟の南側にある駐車場棟。東棟と通路で接続している。

## 主なテナント
詳細についてはショップガイドを参照。

### 東棟
- セントラルフィットネスクラブ
- TamTam
- いきものふれあい学校 - 2024年12月1日に閉店したマリーナホップから移転。
- メガネの田中
- H&M
- JINS
- サイゼリヤ
- スターバックスコーヒー
- ニトリ デコホーム
- ユニクロ
- アルパークフードコート
  - サーティワンアイスクリーム
  - モスバーガー
  - 麺屋まる
  - ペッパーランチ　等
- ウエルシア

### 西棟
- 西松屋
- ABC-MART
- DAISO
- モーリーファンタジー+のびっこ
- YAMADA Tecc LIFE SELECT - テックランドアルパーク前店（現・アウトレット&ホビー館アルパーク前店）が移転し、広島県初の「Tecc LIFE SELECT」業態の店舗として開業
- 無印良品 - 1階と2階の2フロアでの出店
- アルペンアウトドアーズ
- フレスタ

### 北棟
- 109シネマズ
- タリーズコーヒー
- フタバ図書アルティ
  - 駿河屋
  - GIGO - フタバ図書直営ゲームコーナー「アルティランド」の後継。
- スーパースポーツゼビオ

## ポイントカード
アルパークポイントカードは、即時発行、入会金・年会費が無料の現金払い専用ポイントカード。アルパークポイント対象店舗で、現金での会計110円(税込)ごとに1ポイントがつき、毎週木曜日は2ポイントがつく。ポイント利用とバースデーポイント付与にはWEBで個人情報登録が必要。
アルパークハートワンカードは、クレジット機能付き。有審査で、入会金・年会費無料。アルパークポイント対象店舗で、現金での会計110円(税込)ごとに1ポイント、クレジット払いでは2ポイントがつき、毎週木曜日のクレジット払いで3ポイントがつく。アルパーク以外でのクレジットカード利用では、月間クレジット利用1,000円(税込、毎月10日締め)につき、ハートポイントが1つ付与される。これはアルパークポイントの5ポイントに相当する。
両カードともに、誕生月の翌月以降にはバースデーポイントとして100ポイントが付与される。500ポイントで500円分の買物代金として利用できる。毎年4月1日に、2年前の3月31日までのポイントが失効する。

## 映画館
北棟に映画館施設が整備されている。

### 109シネマズ広島
109シネマズ広島（いちまるきゅうシネマズひろしま）は、アルパーク北棟3階・4階にある映画館（シネマコンプレックス）。北棟のオープンに合わせてオープンした。中四国初の109シネマズ進出となった。9スクリーン有り、一番入場人数が多いシアター4が426人収容で、9スクリーン合計1470人収容できる。2016年7月、新たに4DXを導入した。
- シアター1 - 112人
- シアター2 - 84人（4DX搭載シアター）
- シアター3 - 104人
- シアター4 - 426人
- シアター5 - 217人
- シアター6 - 146人
- シアター7 - 135人
- シアター8 - 82人
- シアター9 - 164人

### 以前あった映画館

#### アルパークドライブインシアターOWL
アルパークドライブインシアターOWL (Alpark Drive-in theater OWL) は、アルパーク西棟屋上にあった映画館。開館当初は神奈川県より西に唯一あるドライブインシアターだった。席数100（駐車台数）で、通常料金は1台1名1600円、1台2名以上の場合3200円だった。映画の音声はFMステレオラジオで受信する方式を採用していた。
2005年11月25日をもって閉館した。最終興行は「ステルス」だった。閉館後は駐車場となった。

#### アルパークシネマ
アルパークシネマ (Alpark Cinema) は、アルパーク東棟6階にあった映画館。常磐興行が運営・経営していた。
座席数はシネマ1が176席、シネマ2が214席。常に洋画と、ヒット予想の高い邦画を数多く上映していた。
主な上映作品は「シュレック」「ロード・オブ・ザ・リング」「ブラザーフッド」「ダ・ヴィンチ・コード」「LIMIT OF LOVE 海猿」「バイオハザード3」「ウォンテッド」「レッドクリフPart1」など。
2009年4月12日をもって閉館した。最後の上映作はシネマ1が「マンマ・ミーア!」、シネマ2が「オーストラリア」であった。

## アクセス

### 鉄道
最寄駅からはペデストリアンデッキで接続されている。このペデストリアンデッキは、海と島の博覧会の開催時に整備された。
- JR山陽本線 新井口駅 - 徒歩約3分
  - 岩国・宮島口方面 - 五日市 - 新井口駅 - 西広島 - 横川 - 新白島 - 広島方面
- 広島電鉄宮島線 商工センター入口駅 - 徒歩約3分[9]
  - 広電宮島口・広電五日市方面 - 井口 - 商工センター入口駅 - 草津南 - 草津 - 広電西広島・土橋・紙屋町・八丁堀・広島駅方面

### アルパークバスターミナル
東棟1階部分に、バスターミナルが設置されている。案内上の名称はアルパーク。

#### のりば
1番のりば
- 現在はのりばとしては使われず、降車バースとなっている。

2番のりば
- 28号（鈴商）線（広島バス） 鈴が峰住宅方面

3番のりば
- 25号（草津）線（広島バス） 草津・庚午・己斐・平和記念公園・紙屋町・八丁堀・広島駅方面（午前6-7時台は、西棟もみじ銀行前のバス停に停車）

4番のりば
- 50号（東西）線（広島バス） 草津・庚午住宅入口・観音新町・舟入南・吉島西・御幸橋・平塚町・広島駅方面

5番のりば
- 28号（鈴商）線（広島バス）LECT方面

6番のりば
- 山田団地・美鈴が丘高校線（28-1号線・28-2号線）（広電バス） 美鈴が丘高校・山田団地方面
- 井口台パークタウン線（28-7号線）（広電バス）井口台パークタウン方面
- 西風みなとライン（201号線・202号線）（広電バス・広島バス）広島港桟橋方面 / ジアウトレット広島・免許センター方面 - 土曜・日曜・祝日のみ運行

アルパーク・もみじ銀行前 バス停
- もみじ銀行前（西棟側の道路沿い 北行）にあるバス停
- 25号（草津）線（広島バス） 己斐方面（午前6-7時台上りのみ、他時間帯はバスターミナル3番のりばに停車）

アルパーク・広島信用金庫前 バス停
- 広島信用金庫前（東棟側の道路沿い 南行）にあるバス停
- 25号（草津）線（広島バス） 井口車庫方面

- 7番のりばは廃止され、タクシー乗り場になっている。
- かつてはサンフレッチェ広島の広島広域公園陸上競技場での試合開催時に、アルパークバスターミナルとの間でシャトルバスが運行されたこともあった。また、防長交通が乗り入れていた。

### 周辺道路
- 西広島バイパス 商工センターランプ
- 国道2号 商工センター入口交差点
- 草津沼田道路 草津出入口
- 広島南道路 商工センター出入口

## 駐車場

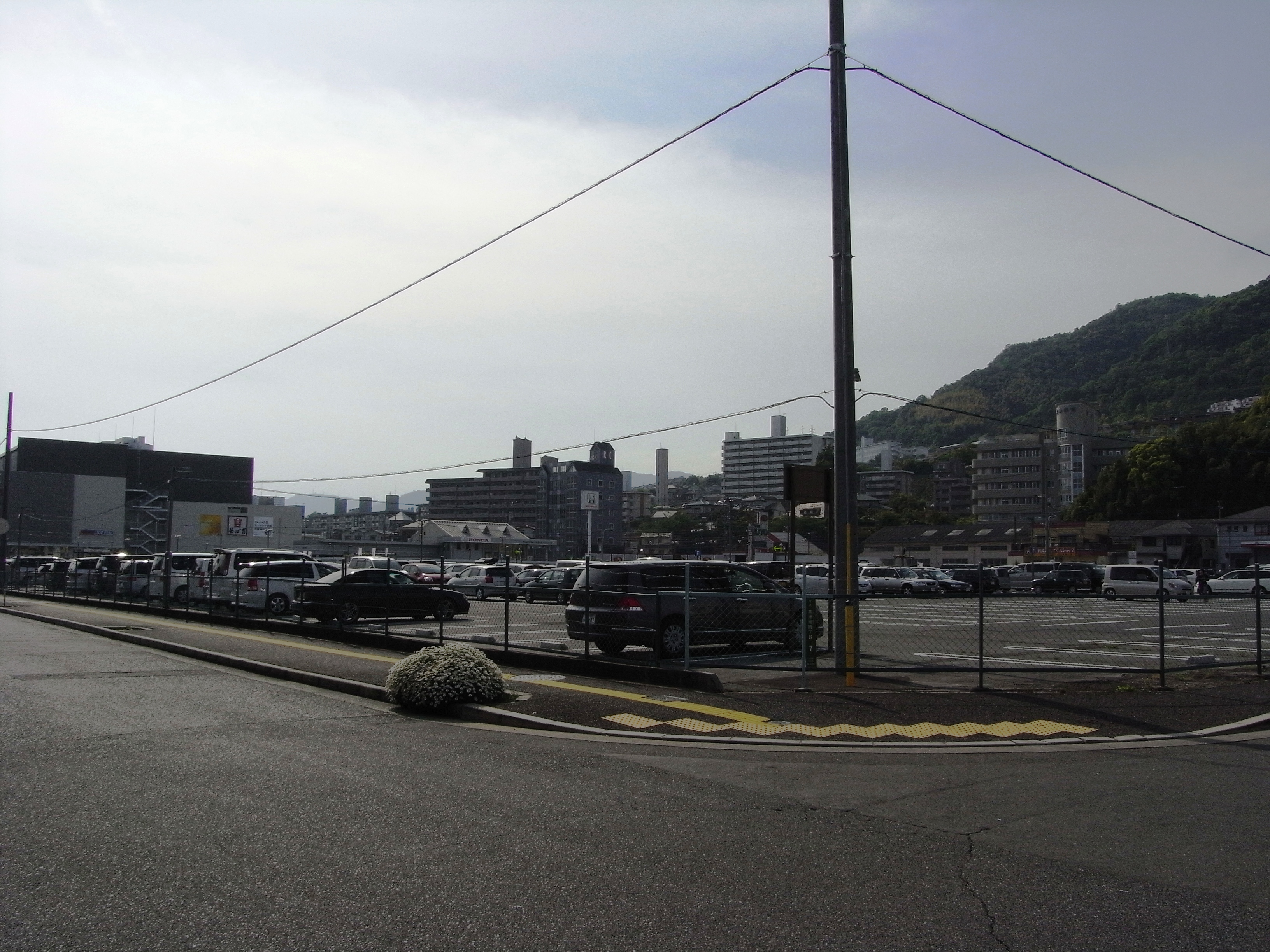
アルパーク臨時駐車場

常設駐車場には3棟併せて2000台収容できる。東棟への入庫は南棟から行う。
- 西棟（1000台）
- 南棟（400台）
- 東棟 5階-8階（600台）

料金は4時間までは無料。それ以降は30分200円、20時以降から翌日8時までは1時間100円になる。また、買い物などにより、無料時間が延長される。常設駐車場とは別に、土曜・日曜・祝日には国道2号沿いに3カ所ある計1,300台収容の平面の無料臨時駐車場が開放される。常設・臨時を合わせて合計3,300台収容できる。